# Хофхајм ин Унтерфранкен
Хофхајм ин Унтерфранкен (њем. Hofheim in Unterfranken) град је у њемачкој савезној држави Баварска. Једно је од 26 општинских средишта округа Хасберге. Према процјени из 2010. у граду је живјело 5.064 становника. Посједује регионалну шифру (AGS) 9674149.

## Географски и демографски подаци
Хофхајм ин Унтерфранкен се налази у савезној држави Баварска у округу Хасберге. Град се налази на надморској висини од 250 метара. Површина општине износи 56,4 km². У самом граду је, према процјени из 2010. године, живјело 5.064 становника. Просјечна густина становништва износи 90 становника/km².